# Glückliche Reise – Sun City
Glückliche Reise – Sun City ist ein deutscher Fernsehfilm von Stefan Bartmann. Die Produktion des 18. Teils der Fernsehreihe Glückliche Reise erfolgte im April 1993 in der Nordwest-Provinz der Republik Südafrika. Der Film erlebte seine Premiere am 16. Dezember 1993 auf ProSieben.

## Besetzung
Die Flugzeugbesatzung besteht aus Kapitän Viktor Nemetz (Juraj Kukura), seinem Co-Piloten Rolf Erhardt (Volker Brandt) sowie den Stewardessen Sabine Möhl (Alexa Wiegandt), Monika Glaser (Rebecca Winter) und Eva Fabian (Sandra Krolik). Die Reiseleiter Sylvia Baretti und Andreas von Romberg werden von Conny Glogger und Thomas Fritsch gegeben. Als Gastdarsteller sind Nina Hoger, Manfred Zapatka, Marianne Kiefer, Christian Ebel, Sonja Kirchberger und Gunter Berger zu sehen. 

## Handlung
Mirko Zech hat in Nicaragua mit eigenen Mitteln ein Dorf für obdachlose Familien gebaut. Nun ist er schwer verschuldet und fürchtet um den Bestand seiner Gründung. Er entführt die Mitreisende Stella Behrens, Ehefrau eines reichen Spielcasino-Besitzers, um mit den erpressten Millionen sein Projekt zu retten. Als Stella den Entführer erkennt und seine Geschichte hört, schlägt sie sich auf seine Seite.
Patrizia Kramer ist mehr als erstaunt, als sie von der Reiseleitung erfährt, dass ihr Mann unter den Mitreisenden ist, denn sie ist seit mehreren Monaten verwitwet. Wie sich herausstellt, reist der Taxifahrer Udo Maier unter dem Namen ihres verstorbenen Mannes. Zufällig ist er an dessen Reiseunterlagen gekommen und er besitzt auch noch weitere für Patrizia sehr wichtige Dokumente.
Das sächsische Geschwisterpaar Walter und Lisbeth Höfer hat sich als Inhaber eines großen Reisebüros ausgegeben und ist deshalb vom Reiseveranstalter zu diesem Trip nach Sun City eingeladen worden. Sylvia und Andreas finden jedoch bald heraus, dass die beiden nur Kaffeefahrten veranstalten.